# Saint-Maclou
Saint-Maclou é uma comuna francesa na região administrativa da Normandia, no departamento de Eure. Estende-se por uma área de 5,59 km². Em 2010 a comuna tinha 648 habitantes (densidade: 115,9 hab./km²).